# 蒙古田野蛛
蒙古田野蛛（学名：Agroeca mongolica）为光盔蛛科田野蛛属的动物。在中国大陆，分布于辽宁等地，常见于草丛以及落叶层。种名mongolica意为蒙古的。该物种的模式产地在内蒙古。